# Patrice Ferri
Patrice Ferri (Lione, 19 luglio 1963) è un ex calciatore francese di ruolo difensore.

## Carriera
Patrice Ferri si forma calcisticamente nel Saint-Étienne, con i quali colleziona 137 presenze e dieci reti tra il 1982 ed il 1988. In seguito veste diverse maglie, le più importanti quelle dello Strasburgo e del Olympique Lione.
Nel 1993 passa ai Montréal Impact, realizzando la prima rete alla prima presenza in assoluto da titolare, il 15 maggio 1993 contro i LA Galaxy. Nella stagione successiva, gioca 19 partite e aiuta la propria squadra ad arrivare fino alla conquista della APSL. Complessivamente colleziona 41 presenze e due reti con la maglia dei quebecchesi.

## Palmarès

### Club

#### Competizioni nazionali
- American Professional Soccer League: 1

Montréal Impact: 1994